# Can Balanyà (Sant Boi de Llobregat)
Can Balanyà és una obra de Sant Boi de Llobregat (Baix Llobregat) protegida com a Bé Cultural d'Interès Local.

## Descripció
Edifici orientat a migdia compost per planta baixa, planta pis i golfes amb coronament curvilini acabat amb gerres de terra cuita. La composició de les façanes és totalment simètrica pel que fa a la distribució de les obertures. La simetria només es veu alterada a causa del rellotge de sol del costat esquerre. Al la planta baixa trobem la porta d'accés flanquejada per dues gran finestres. Al primer pis hi ha un balcó al centre i finestres ambdós costats. Per acabar, trobem una galeria d'arcs de mig punt.
Les reixes imiten les que es feien al segle xviii.